# Onthophagus afghanus
Onthophagus afghanus är en skalbaggsart som beskrevs av Rudolph Petrovitz 1961. Onthophagus afghanus ingår i släktet Onthophagus och familjen bladhorningar. Inga underarter finns listade i Catalogue of Life.